# ضريح قثم بن العباس
ضريح الصحابي قثم بن العباس بن عبد المطلب ويعرف في أوزبكستان بشاه زنده (بالأوزبكية: Shohizinda)‏‎ (بالفارسية: شاه زنده) مقبرة كبيرة تقع في الجزء الشمالي الشرقي من سمرقند، أوزبكستان. تضم أضرحة ومباني شعائرية أخرى. يشير اسم شاه زنده (الملك الحي) إلى ضريح قثم بن العباس، ابن عم النبي محمد، الذي جلب الإسلام إلى المنطقة وقُطِعَ رأسُهُ، ودفن في المكان المعروف حاليا بضريحه.

## اقرأ أيضا
- قثم بن العباس
- ضريح